# PowerPC 970
El PowerPC 970 (también llamado PowerPC G5) es un microprocesador de alto rendimiento con arquitectura RISC de 64 bits, pertenece a la familia PowerPC; diseñado y fabricado por IBM en 2002. El PowerPC 970 está construido usando tecnología de 130nm, y el 970FX y 970MP, de 90 nm. Contienen más de 58 millones de transistores. Están basados en el desarrollo de los Power4 de IBM, e incluyen dos de los motores vectoriales VMX de IBM, en lugar de la unidad AltiVec usada en los PowerPC 7400.
Adicionalmente, son capaces de procesar instrucciones de 32-bit en modo nativo.
Tiene un rendimiento excepcional en comparación con otros procesadores y con una capacidad de direccionamiento de memoria hasta 8 GB.
Para mantener las convenciones de nombre adoptadas por Apple en su gama de ordenadores, denominó a este procesador G5 en junio de 2003. El término G5 en este contexto se identifica con la quinta generación de procesadores PowerPC utilizados por Apple, en su gama Power Mac G5. Desde entonces, el PowerPC 970FX ha reemplazado al PowerPC 970 en los ordenadores de Apple. 
En 2005 se presentó el PowerPC 970MP, evolución del FX con doble núcleo y doble de caché L2 por core, con frecuencias de hasta 2.5 GHz, sustituyendo en el Power Mac G5 al 970FX, mientras en el iMac G5 se mantenían los 970FX.

## Especificaciones
|                      | 970                                                         | 970FX                                                       | 970MP                                                       | '"970GX                                                     |
| -------------------- | ----------------------------------------------------------- | ----------------------------------------------------------- | ----------------------------------------------------------- | ----------------------------------------------------------- |
| Nº de núcleos        | 1                                                           | 1                                                           | 2                                                           | 1                                                           |
| Imagen               |                                                             |                                                             |                                                             |                                                             |
| Sistema de datos     | 64 bit con compatibilidad 32 bit                            | 64 bit con compatibilidad 32 bit                            | 64 bit con compatibilidad 32 bit                            | 64 bit con compatibilidad 32 bit                            |
| Frecuencia de Reloj  | 1.4GHz - 2.0GHz                                             | 1.4GHz - 2.0GHz+ (hasta la fecha)                           | 1.4GHz - 2.5GHz                                             | 1.4GHz - 3.5GHz                                             |
| Desempeño            | (a 1.8GHz)                                                  | (a 2.0GHz)                                                  |                                                             |                                                             |
| D.MIPS (ver.2.1)     | 5800                                                        | 7584                                                        |                                                             |                                                             |
| Cache L1             | 64KB p/ instrucciones c/ paridad y 32KB p/ datos c/ paridad | 64KB p/ instrucciones c/ paridad y 32KB p/ datos c/ paridad | 64KB p/ instrucciones c/ paridad y 32KB p/ datos c/ paridad | 64KB p/ instrucciones c/ paridad y 32KB p/ datos c/ paridad |
| Cache L2             | 512KB c/ ECC                                                | 512KB c/ ECC                                                | 2* 1 MB (doble núcleo)                                      | ?                                                           |
| Interfaz del BUS     | doble bus unidireccional 32 bit 512KB c/ paridad            | doble bus unidireccional 32 bit 512KB c/ paridad            |                                                             |                                                             |
| Empaquetado del chip | 576 pines CBGA de 25 x 25 mm                                | 576 pines CBGA de 25 x 25 mm                                |                                                             |                                                             |
| Año                  | 2002                                                        | 2004                                                        | 2005                                                        | 2007                                                        |
| '"TDP'"              | 150 W 2.0 GHz                                               | 100 W 2.0 GHz                                               | 200 W @ 2.5 GHz                                             | 75 W @ 2.5 GHz / 100 W @ 3.5 GHz                            |

## Usos

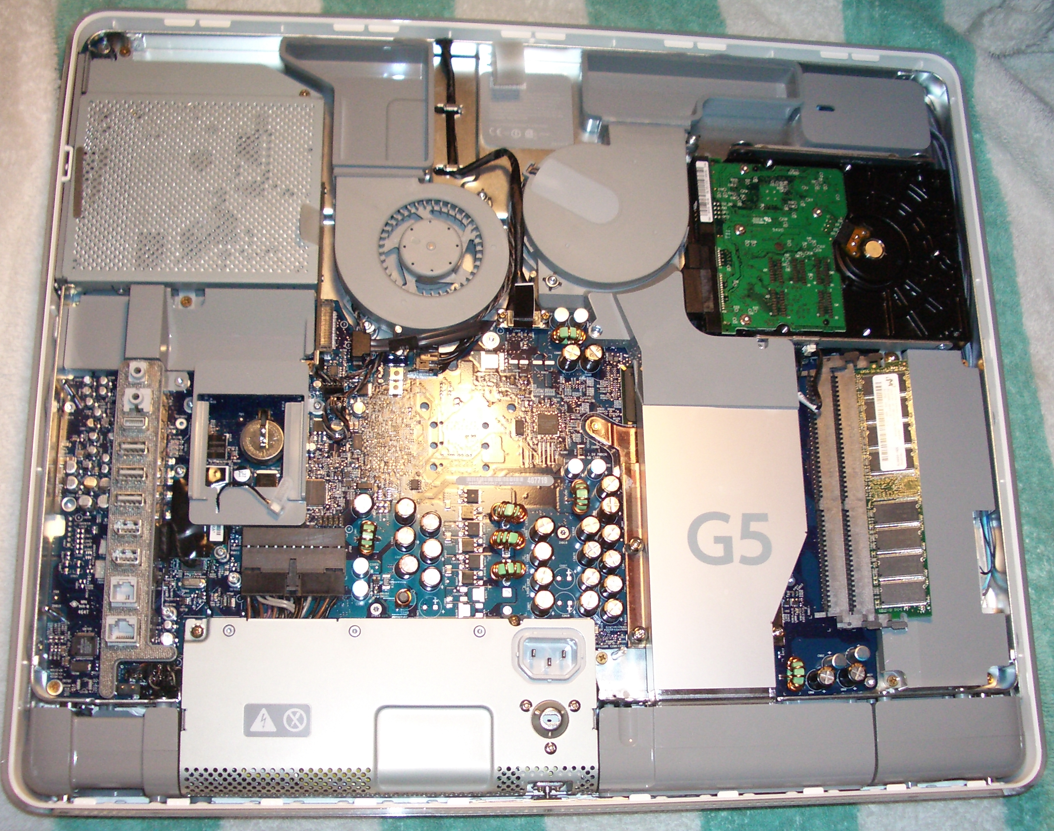
Interior del iMac G5

Además del Power Mac G5 (comercializado entre 2003 y 2006), el PowerPC 970 se ha utilizado en otras máquinas como los IBM eServer BladeCenter JS20 utilizados en el supercomputador MareNostrum, Magerit y otros pertenecientes a la Red Española de Supercomputación. También se utilizan en otros BladeCenter como el JS21 (versión 970MP, entre 2006-2009) y en otros ordenadores, como el YDL PowerStation de Fixstars(2008-2009).
- Datos: Q1752061
- Multimedia: PowerPC 970 / Q1752061